# Okręg wyborczy Cockermouth
Okręg wyborczy Cuckermouth powstał w 1641 r. i wysyłał do angielskiej, a następnie brytyjskiej, Izby Gmin dwóch deputowanych. W 1868 r. liczbę mandatów przypadających na okręg zmniejszono do jednego. Okręg obejmował miasto Cockermouth w hrabstwie Kumbria. Został zlikwidowany w 1918 r.

## Deputowani do brytyjskiej Izby Gmin z okręgu Cockermouth

### Deputowani w latach 1641–1660
- 1641–1642: John Fenwick
- 1641–1653: John Hippisley
- 1645–1653: Francis Allen
- 1659: John Stapleton
- 1659: Wilfrid Lawson

### Deputowani w latach 1660–1868
- 1660–1661: Richard Tolson
- 1660–1679: Wilfrid Lawson
- 1661–1662: Hugh Potter
- 1662–1670: Robert Scawen
- 1670–1675: John Clarke
- 1675–1685: Richard Graham
- 1679–1689: Orlando Gee
- 1685–1689: Daniel Fleming
- 1689–1690: Henry Capell
- 1689–1690: Henry Flethcer
- 1690–1695: Orlando Gee
- 1690–1695: Wilfrid Lawson
- 1695–1698: Charles Gerard
- 1695–1698: Goodwin Wharton, wigowie
- 1698–1701: George Fletcher, wigowie
- 1698–1702: William Seymour
- 1701–1702: Goodwin Wharton, wigowie
- 1702–1708: Thomas Lamplugh
- 1702–1713: James Stanhope, wigowie
- 1708–1710: Albemarle Bertie
- 1710–1717: Nicholas Lechmere
- 1713–1715: Joseph Musgrave
- 1715–1717: James Stanhope, wigowie
- 1717–1727: Thomas Pengelly
- 1717–1721: Percy Seymour
- 1721–1722: Anthony Lowther
- 1722–1747: William Finch
- 1727–1738: Wilfrid Lawson
- 1738–1741: Eldred Curwen
- 1741–1768: John Mordaunt
- 1747–1747: Charles Wyndham
- 1747–1754: William Finch
- 1754–1761: Percy Wyndham-O’Brien
- 1761–1767: Charles Jenkinson
- 1767–1768: John Elliot
- 1768–1768: Charles Jenkinson
- 1768–1769: George Macartney
- 1768–1775: George Johnstone
- 1769–1774: James Lowther
- 1774–1775: Fletcher Norton
- 1775–1780: Ralph Gowland
- 1775–1780: James Adair
- 1780–1784: John Baynes Garforth, torysi
- 1780–1786: John Lowther, torysi
- 1784–1790: James Clarke Satterthwaite, torysi
- 1786–1790: Humphrey Senhouse, torysi
- 1790–1802: John Baynes Garforth, torysi
- 1790–1796: John Anstruther, torysi
- 1796–1800: Edward Burrow, torysi
- 1800–1802: Walter Spencer Stanhope, torysi
- 1802–1812: James Graham, torysi
- 1802–1805: Robert Plumer Ward, torysi
- 1805–1806: George Stewart, wicehrabia Garlies, torysi
- 1806–1807: John Lowther, torysi
- 1807–1807: Thomas Hamilton, lord Binning, torysi
- 1807–1807: John Lowther, torysi
- 1807–1808: John Osborn, torysi
- 1808–1813: William Lowther, wicehrabia Lowther, torysi
- 1812–1812: John Lowther, torysi
- 1812–1816: Augustus John Foster, torysi
- 1813–1818: Thomas Wallace, torysi
- 1816–1826: John Henry Lowther, torysi
- 1818–1821: John Beckett, torysi
- 1821–1827: William Wilson Carus Wilson, torysi
- 1826–1831: Randolph Stewart, wicehrabia Garlies, torysi
- 1827–1830: Lawrence Peel, torysi
- 1830–1831: Philip Pleydell Bouverie, torysi
- 1831–1832: John Henry Lowther, torysi
- 1831–1832: James Scarlett, torysi
- 1832–1854: Henry Aglionby Aglionby, wigowie
- 1832–1836: Fretchville Dykes, wigowie
- 1836–1852: Edward Horsman, wigowie
- 1852–1857: Henry Wyndham, Partia Konserwatywna
- 1854–1868: John Steel, Partia Liberalna
- 1857–1868: Richard Bourke, lord Naas, Partia Konserwatywna
- 1868–1868: Green Thompson, Partia Konserwatywna

### Deputowani w latach 1868–1918
- 1868–1879: Isaac Fletcher, Partia Liberalna
- 1879–1880: William Fletcher, Partia Liberalna
- 1880–1885: Edward Waugh, Partia Liberalna
- 1885–1886: Charles James Valentine, Partia Konserwatywna
- 1886–1900: Wilfrid Lawson, Partia Liberalna
- 1900–1906: John Scurrah Randles, Partia Konserwatywna
- 1906–1906: Wilfrid Lawson, Partia Liberalna
- 1906–1910: John Scurrah Randles, Partia Konserwatywna
- 1910–1916: Wilfrid Lawson, Partia Liberalna
- 1916–1918: Joseph Bliss